# Chlamydia pneumoniae

Ciclo de Chlamydophila pneumoniae.

Chlamydia pneumoniae (también llamada Chlamydophila pneumoniae) es una especie de bacteria patógena. Tiene una pared celular de clamidia, la cual, al igual que todas las bacterias Gram negativas, consta de dos membranas fosfolipídicas contiguas: una interna y otra externa. Entre ambas se reconoce un espacio periplásmico. Sin embargo, la capa de péptidoglicano que habitualmente ocupa este espacio en todos los Gram negativos, no existe en las clamidias. Como consecuencia, su pared celular es menos rígida y más susceptible a los cambios osmóticos.
Las clamidias presentan dos morfologías distintas, asociadas funcionalmente a su ciclo replicativo: el cuerpo elemental (CE) y el cuerpo reticulado (CR). El CE es la forma infectante. Es una estructura rígida, que le confiere resistencia en el medio extracelular. Como no posee peptidoglicano, esta rigidez está dada por los enlaces disulfuros de las proteínas integrales de la membrana externa. El CR es más grande, y es susceptibles a los cambios osmóticos. Es la forma replicativa y se encuentra en el interior de la célula huésped.
El ciclo replicativo de las clamidias es singular. El CE (cuerpo elemental, infectante) se adhiere a la superficie de la célula huésped (células endoteliales de las vías respiratorias y monocitos) y es endocitada por la misma, quedando dentro de un fagosoma. Normalmente, el fagosoma, se fusiona con los lisosomas para producir la eliminación del agente. Sin embargo, en el caso de las clamidias, la fusión fagolisosomal se inhibe permitiendo al microorganismo sobrevivir en su interior. Se cree que este mecanismo de escape, esta mediado por componentes de la envoltura de la inclusión secretado por la clamidia.
Después de seis a ocho horas de producido el ingreso a la célula, el CE se transforma en el CR, el cual se activa metabólicamente sintetizando DNA, RNA, y proteínas. Sin embargo, carece de las vías metabólicas necesarias para la producción de ATP, el cual toma directamente del citoplasma de la célula huésped. Por esta razón, a las clamidias se les conoce como parásitos energéticos. En este período, el microorganismo se reproduce activamente por fisión binaria, llenando el fagosoma de cuerpos reticulados. Este conjunto es conocido como cuerpo de inclusión. Al cabo de 48 a 72 horas los cuerpos de inclusión se rompen liberándose los cuerpos elementales infecciosos que han madurado en su interior (se produce lisis celular)

## Aspectos clínicos y epidemiológicos de la infección porC. pneumoniae
Las manifestaciones clínicas de una infección aguda por C. pneumoniae varían desde las asintomáticas, hasta las potencialmente fatales. Los cuadros más comunes son neumonía y bronquitis. En menor frecuencia le siguen faringitis y sinusitis. También puede presentarse una combinación de estos cuadros. Sin embargo, lo más frecuente es la infección asintomática.
Más de la mitad de los adultos en EE. UU. y de varios otros países occidentales, poseen anticuerpos específicos contra C. pneumoniae. Asimismo, este parámetro es muy frecuente en niños en edad escolar, mientras que en menores de 5 años, es infrecuente. Dada la alta prevalencia de anticuerpos en la población general y la esperada declinación de los mismos tras la infección aguda, se cree que todas las personas se infectan en algún momento de su vida con C. pneumoniae y que la reinfección es un fenómeno común.
La infección crónica se asocia con la formación de la placa de ateroma, asociación etiológica que cumple los postulados de Koch. Esta infección sigue las mismas características de otras infecciones crónicas por las clamidias. La infección crónica no se asocia con la presencia de los mismos anticuerpos que se detectan en la infección aguda, como ocurre en la esclerosis tubárica tras infección por Chlamydia trachomatis. Igualmente se logra aislar a Chlamydia pneumoniae de la placa de ateroma en lesiones ateromatosas poco evolucionadas (Maass. 1997.8th European Congress CMID), similar al tracoma.
Similar al tracoma, en modelos experimentales, el empleo de antibióticos no modifica la evolución de aquellas lesiones muy evolucionadas (Fong. CDLI. 1999;6(6):891-894) y la inflamación crónica de la placa de ateroma y la infección es mantenida por episodios repetidos de reinfección.

## Diagnóstico
El diagnóstico de neumonía es eminentemente clínico (con una semiología característica). Habitualmente se utilizan la radiografía de tórax que evidencian neumonías atípicas (consolidación difusa interticial).
El diagnóstico de infección por C. pneumoniae en los laboratorios de apoyo clínico, se realiza fundamentalmente por microinmunofluorescencia, la cual detecta los anticuerpos IgG e IgM producidos en respuesta contra este agente. Como la aparición de estos anticuerpos es lenta, su pesquisa sólo tiene un valor diagnóstico retrospectivo.
Otra técnica utilizada es el cultivo en líneas celulares HL, sin embargo, se descarta su uso rutinario por ser una técnica de difícil implementación, aun cuando su sensibilidad es aceptable.
La aplicación de la técnica de PCR para diagnosticar la infección aguda ha venido a subsanar estos inconvenientes, debido a su rapidez y mayor especifidad. También ha demostrado ser más sensible que el cultivo.
No se conoce marcador de laboratorio útil para el diagnóstico de la infección crónica por Chlamydia pneumoniae.